# JNR-Klasse E10
Die Klasse E10 (jap. E10形, E10-gata) ist eine Tenderlokomotive mit der Achsfolge 1’E2’ h2t, beschafft von den Japanese Government Railways (JGR).

## Geschichte
Nach dem Ende des Zweiten Weltkriegs wurde den Japanese Government Railways von dem GHQ der Bau neuer Lokomotiven aufgrund finanzieller Schwierigkeiten verboten. Allerdings wurde eine Ausnahme für die E10 gewährt, um die veralteten Lokomotiven der JNR-Klasse 4110 zu ersetzen. Dies war nötig, weil keine vorhandene Lokomotive für die Steigungen auf der Ōu-Hauptlinie, wo die 4110 eingesetzt wurde, geeignet war.
Der Kessel der E10 war eine spezielle Konstruktion auf der Grundlage der JNR-Baureihe D52 mit einer um 0,55 Quadratmeter verkleinerten Rostfläche.
Fünf Lokomotiven wurden von Kisha Seizō Kaisha (汽車製造会社) in Osaka im Jahr 1948 hergestellt. Es waren die letzten Dampflokomotiven, die für die Japanese National Railways gebaut wurden.
Bereits ein Jahr nachdem die Lokomotiven auf der Ōu-Hauptlinie zum Einsatz gekommen waren, wurde diese elektrifiziert. Die Maschinen kamen daher auf die Hisatsu-Linie, wo sie jedoch von den Lokomotiven der JNR-Klasse D51 bald verdrängt wurden und zur Strecke über den Kurikara-Pass auf der Hokuriku-Hauptlinie umgesetzt wurden. Nachdem diese Passstrecke 1955 durch einen Tunnel ersetzt worden war, kamen die Maschinen in den Bahnhof Maibara, so sie Übergabeverkehre in den benachbarten Bahnhof Tamura auf der Hokuriku-Linie bespannten, mit denen die dortige Grenze zwischen Gleich- und Wechselstromelektrifizierung überbrückt wurde. Das letzte Exemplar im regulären Dienst wurde schließlich bereits 1962 ausgemustert.

## Erhaltene Exemplare
Eine E10 blieb erhalten: E10 2 im Ōme-Eisenbahnpark in Ōme, Tokio.